# Hexapinus granuliferus
Hexapinus granuliferus is een krabbensoort uit de familie van de Hexapodidae. De wetenschappelijke naam van de soort is voor het eerst geldig gepubliceerd in 1970 door Campbell & Stephenson.